# Augustín Malár
Augustín Malár, né le 18 juillet 1894 à Sankt Oswald bei Freistadt et mort le 28 février 1945 à Sachsenhausen est un officier général slovaque ayant servi durant la Seconde Guerre mondiale.
Durant l’entre-deux-guerres, Malár figura parmi le petit nombre d’officiers supérieurs d’origine slovaque à occuper un rang élevé au sein de l’armée tchécoslovaque. À la suite de l’occupation allemande de la Bohême et de la Moravie, ainsi que de la proclamation de la Première République slovaque en mars 1939, il se hissa au rang des officiers les plus expérimentés et les plus haut placés de la nouvelle armée slovaque. Lorsque l’État slovaque, sous tutelle allemande, entra en guerre contre l’URSS, la dite « division rapide » (ou division motorisée slovaque) fut engagée sur le front de l’Est. Malár en prit le commandement au tournant des années 1941 et 1942. Au cours de cette période, il fut élevé au grade de général et se vit décerner la Croix de chevalier de la Croix de fer allemande.
Plus tard, il occupa les fonctions d’attaché militaire en Italie et en Allemagne. En 1944, il fut désigné à la tête de l’armée de Slovaquie orientale, commandant les deux meilleures divisions slovaques chargées de contenir l’avancée soviétique. Les instigateurs de l’insurrection de 1944 contre le régime nazi, réunis au sein du Conseil national slovaque, escomptaient que Malár, réputé slavophile et officier aguerri, engagerait ses troupes dans le soulèvement et opérerait une jonction avec les forces soviétiques, facilitant ainsi le passage de l’Armée rouge en territoire slovaque sans combat.
Cependant, après le commencement infructueux du soulèvement du 29 août 1944, Malár, contrairement aux prévisions, ne rallia pas les insurgés. Le lendemain, dans une allocution radiodiffusée, il désapprouva la révolte et enjoignit aux soldats de réintégrer leurs casernes, arguant que « l’heure n’était pas encore venue ». En stratège avisé, il estimait que l’insurrection devait s’achever avec succès, ce qui nécessitait, selon lui, une préparation plus rigoureuse.
En raison de ses propos tenus sur d’éventuels combats futurs contre les Allemands, il fut appréhendé par les autorités de sûreté allemandes à son retour à Prešov, dans l’est de la Slovaquie. Déporté vers l’Allemagne, il y trouva la mort après un interrogatoire mené au sein du camp de concentration de Sachsenhausen – Zellenbau. 